# Charlotta Levay
Astrid Charlotta Levay, född 5 december 1966, är en svensk företagsekonom. 

## Biografi
Levay disputerade 2003 vid Företagsekonomiska institutionen vid Uppsala universitet på en avhandling om medicinsk specialisering och läkares ledarskap och har skrivit flera böcker om organisations- och utvecklingsfrågor inom hälso- och sjukvård. Under perioden 2011–2013 var hon ämnessakkunnig i regeringens Framtidskommission inom området rättvisa och sammanhållning.
Hon är (2021) universitetslektor vid Företagsekonomiska institutionen vid  Lunds universitet och sitter i styrelsen för tankesmedjan Civitas.
Levay är en återkommande krönikör för tidskriften Signum och Norrbottens-Kuriren.

## Utmärkelser och ledamotskap
- Ledamot av Vetenskapssocieteten i Lund (LVSL, 2018)